# ركود المياه

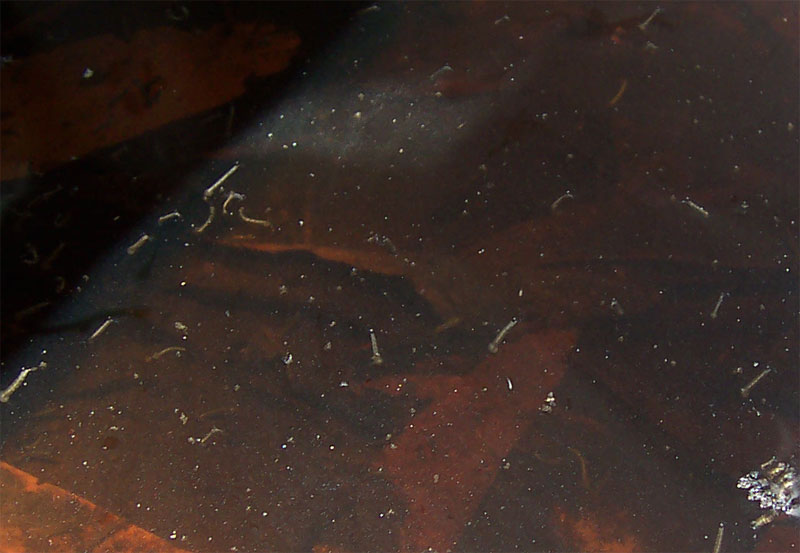
يرقات البعوض في المياه الراكدة

المياه الراكدة تحدث عندما تتوقف المياه عن التدفق، وتعتبر المياه الراكدة أحد المخاطر البيئية.

## الأخطار
تعتبر الملاريا وحمى الضنك من أكبر أخطار المياه الراكدة، والتي يمكن أن تُصبح مرتعا للبعوض الناقل لهذه الأمراض. المياه الراكدة قد تكون خطيرة إذا استعملت للشرب لأنها توفر حضانة أفضل من المياه الجارية لأنواع كثيرة من البكتريا، وغيرها من الطفيليات.

## أنماط المياه الراكدة
يمكن تصنيف المياه الراكدة إلى الأنماط الأساسية التالية، على الرغم من تداخلها:
- ركود المياه في البحيرات، الأهوار، الأنهار، الخ.
- ركود المياه السطحية والمياه الجوفية.
- ركود المياه المحتجزة: قد يحتجز الماء في الأواني المنزلية، وكذلك في حاويات طبيعية مثل جذوع الأشجار المجوفة و أغماد الأوراق، إلخ.

## كيفية الحد منها
بما أن البحيرات والأهوار والأنهار والأغماد هي من صنع الطبيعية فيجب المسائلة فقط على الأصناف التي يسببها الإنسان.
لتجنب ركود المياه الجوفية والسطحية، ينصح باستخدام شبكة تصريف للمياه، وحراثة التربة.
المناطق ذات المياه الضحلة تكون أكثر عرضة لركود المياه، نتيجة لانخفاض قابلية تصريف المياه عبر التربة بشكل طبيعي. الإفراط في الري قد يسبب ركود المياه السطحية أو الجوفية .

## الأحياء التي يمكن أن تزدهر في المياه الراكدة

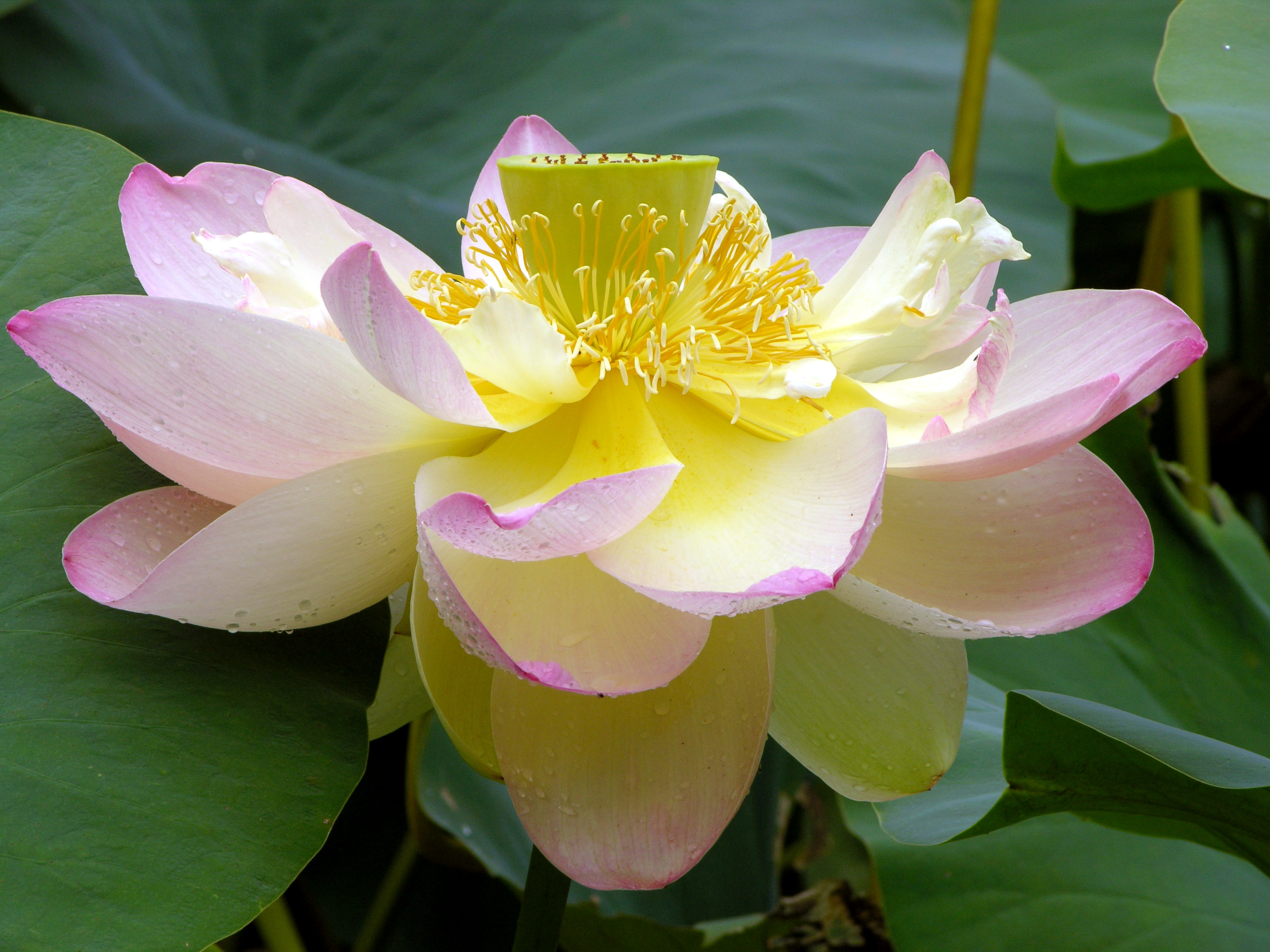
لوتس

### النباتات
بعض النباتات تفضل محطات المياه المتدفقة، في حين أن البعض الآخر، مثل نبات اللوتس، تفضل المياه الراكدة.

### البكتيريا
توجد عادة في المياه الراكدة مختلف أنواع البكتيريا اللاهوائية منها:
- البكتريا نازعة النتروجين
- البكتيريا الأرجوانية
- البريمية

### الأسماك

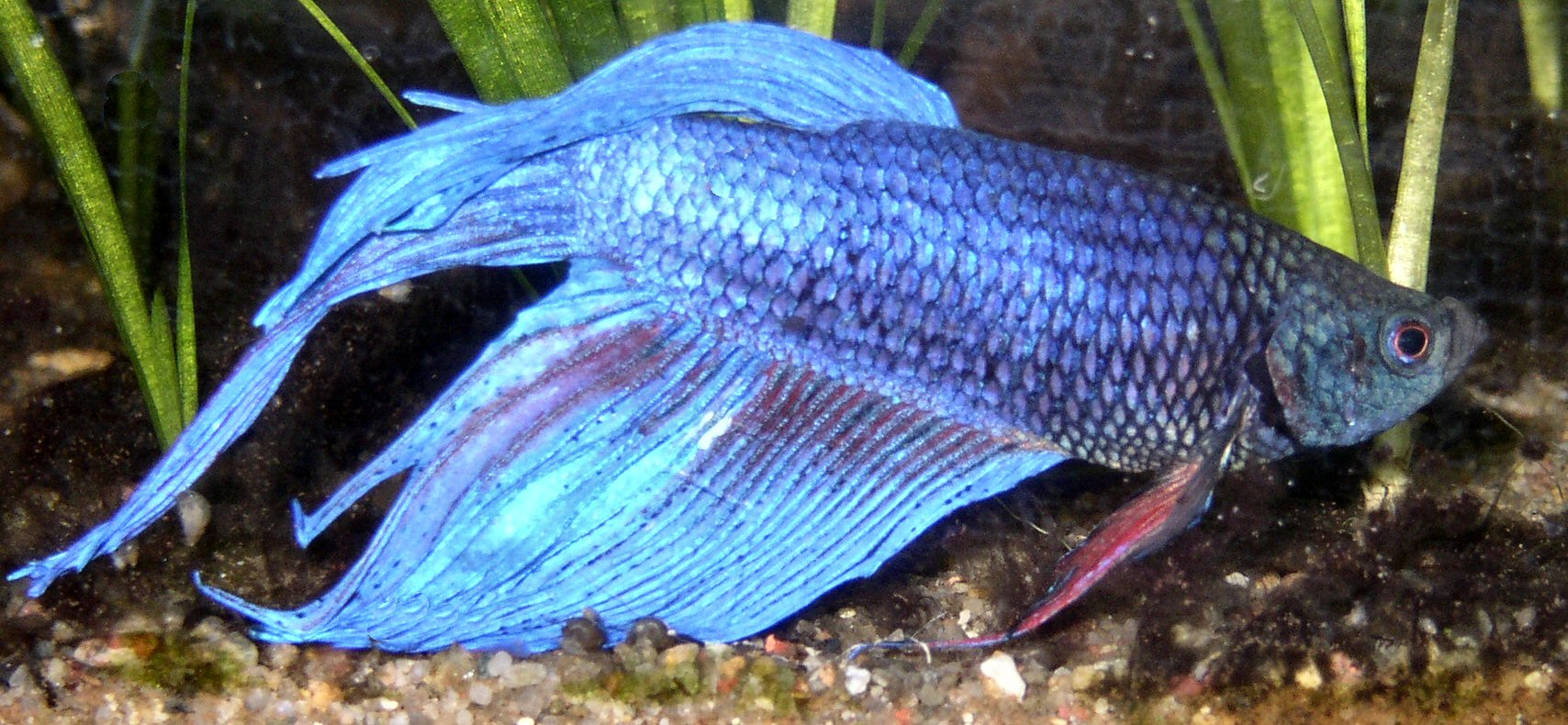
سمك سيامي المقاتل

- سمك راس الافعى
- سمك سيامي المقاتل
- البيغمي القزم
- الأسلة المنقطة
- Lepisosteidae
- السلور

### حشرات

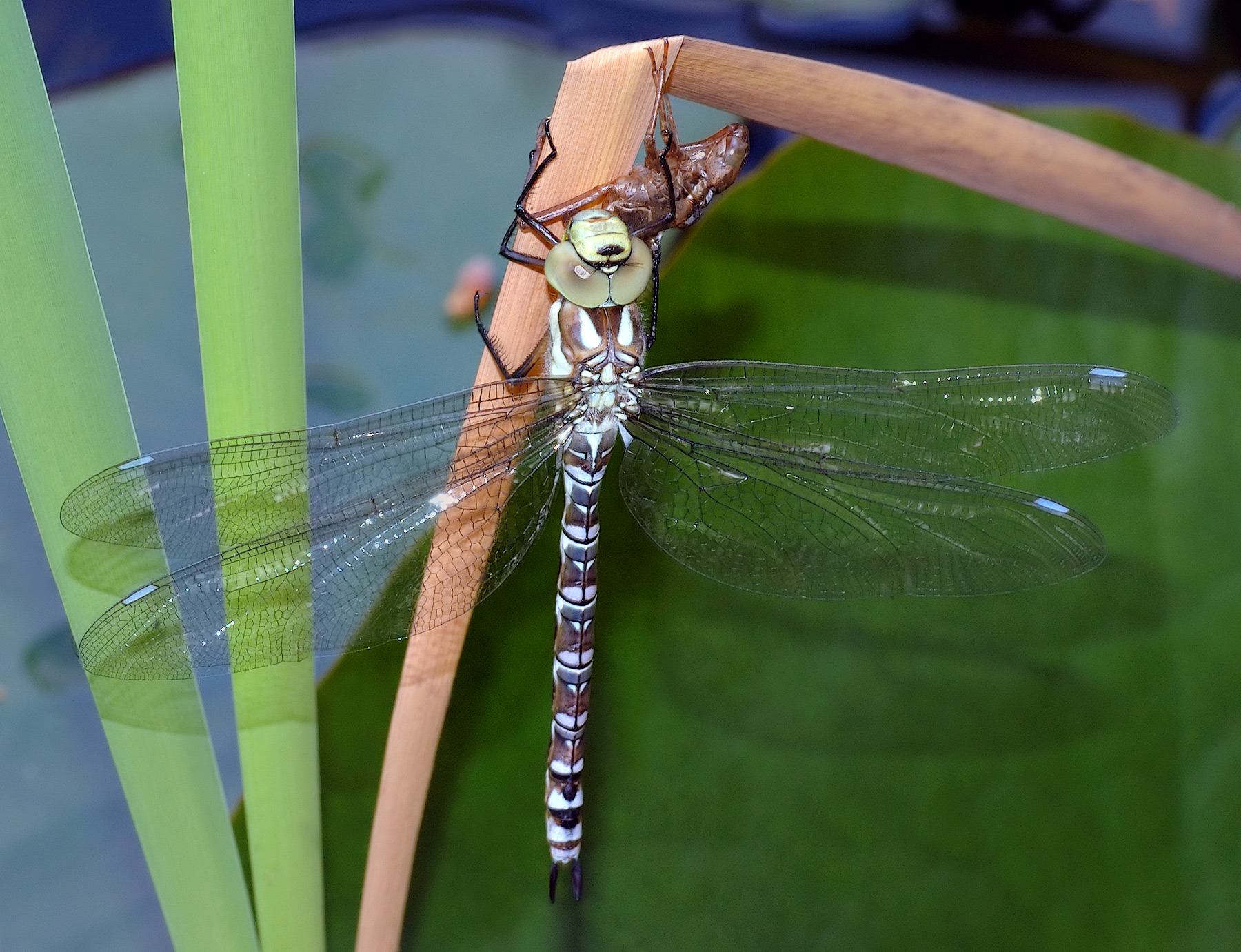
يعسوب

المياه الراكدة هي المرتع المفضل لعدد من الحشرات منها:
- يرقات البعوض
- يرقات الذباب
- اليعسوب في الطور الانتقالي
- عقرب المياه:نوع من أنواع الحشرات

### كائنات أخرى
- هناك العديد من أنواع الضفادع تفضل المياه الراكدة.
- الطحالب.
- البيوفيلم.
- بعض الأنواع من السلاحف.

## متفرقات
استخدمت برك المياه الراكدة تاريخيا في تجهيز القنب وغيرها من المنتوجات النسيجية، وأيضا لإنتاج ألياف الزيزفون الذي استخدم في صنع الاحذية الليفية.
التَعطين هي عملية نقع القنب عدة أسابيع لفصل البكتيريا عن الألياف اللحائية.